# Hekk
A hekk (Merluccius merluccius) tengeri ragadozó hal.  Kevésbé ismert magyar neve csacsihal, tengeri csuka vagy szürke tőkehal.

## Előfordulása
Az Atlanti-óceán európai partjai mentén, Észak-Skandináviától és Izlandtól Észak-Afrikáig honos.

## Megjelenése
A hekk hossza legfeljebb 1,4 méter, a súlya legfeljebb 15 kilogramm. Teste torpedószerűen megnyúlt. Szája a szeme alá nyúlik, és hosszú, nagyon hegyes fogakkal teli. Háta és oldala sötétszürke, hasoldala fehértől ezüstszürkéig terjed.
A kétrészes hátuszony első része 9-10, a hátsó része 37-40 úszósugarat tartalmaz. A hasi úszó 36-40 úszósugárból áll.

## Életmódja
Nyílt vizekben 200-300 méteres mélységben él. Rajhalakkal táplálkozik (ilyen például a hering). Leginkább éjszaka vadászik a felszínközeli vízrétegben, napközben mélyebbre húzódik.
Május és augusztus között ívik. 1 mm-es ikráit 200 m mélyen rakja le. Az ikrák kiúsznak a nyílt vizekre, és nem süllyednek a fenékre. A hímek három-négy, a nőstények 8 éves korukban érik el az ivarérettséget.

## Képek

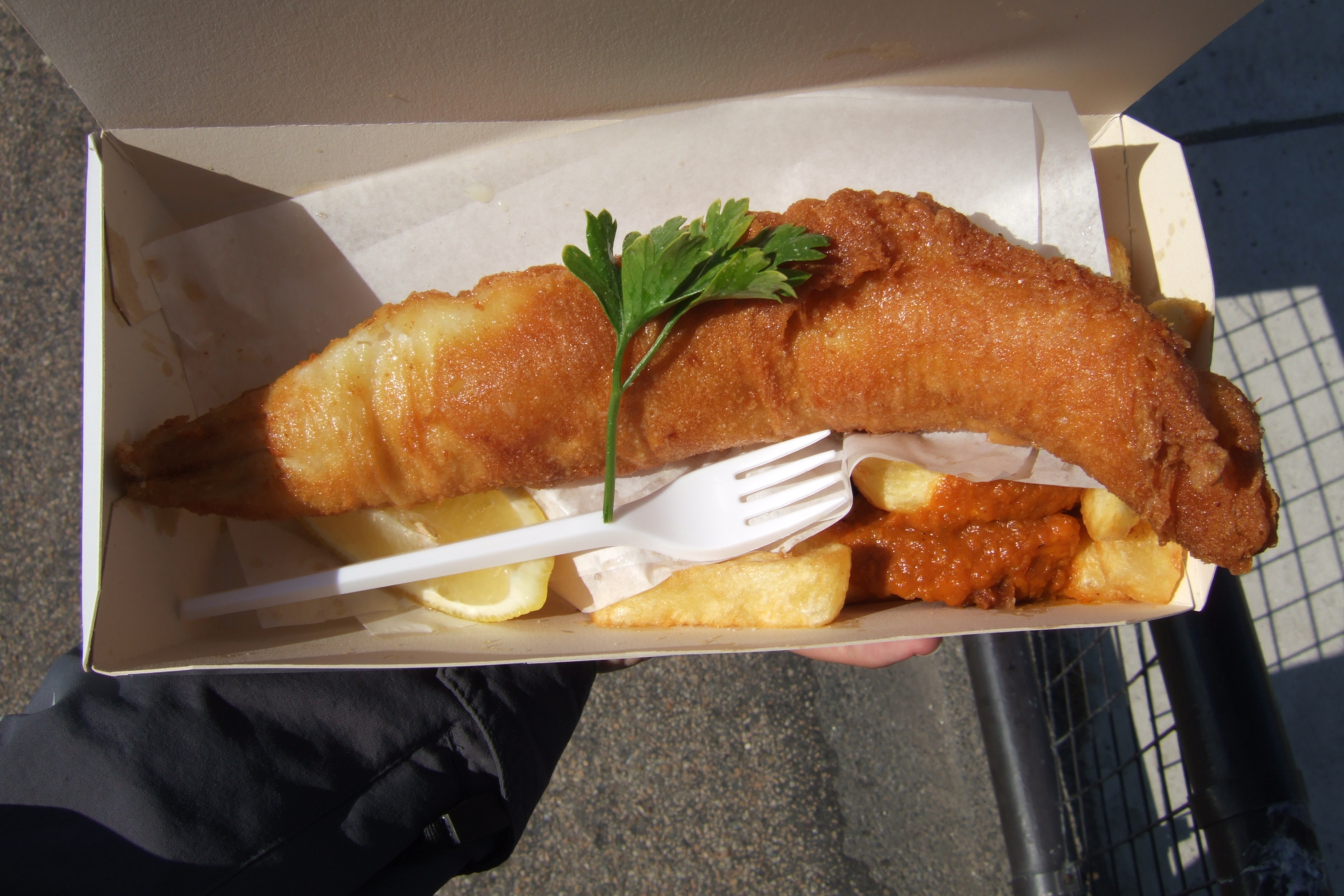
Hekk és sültkrumpli
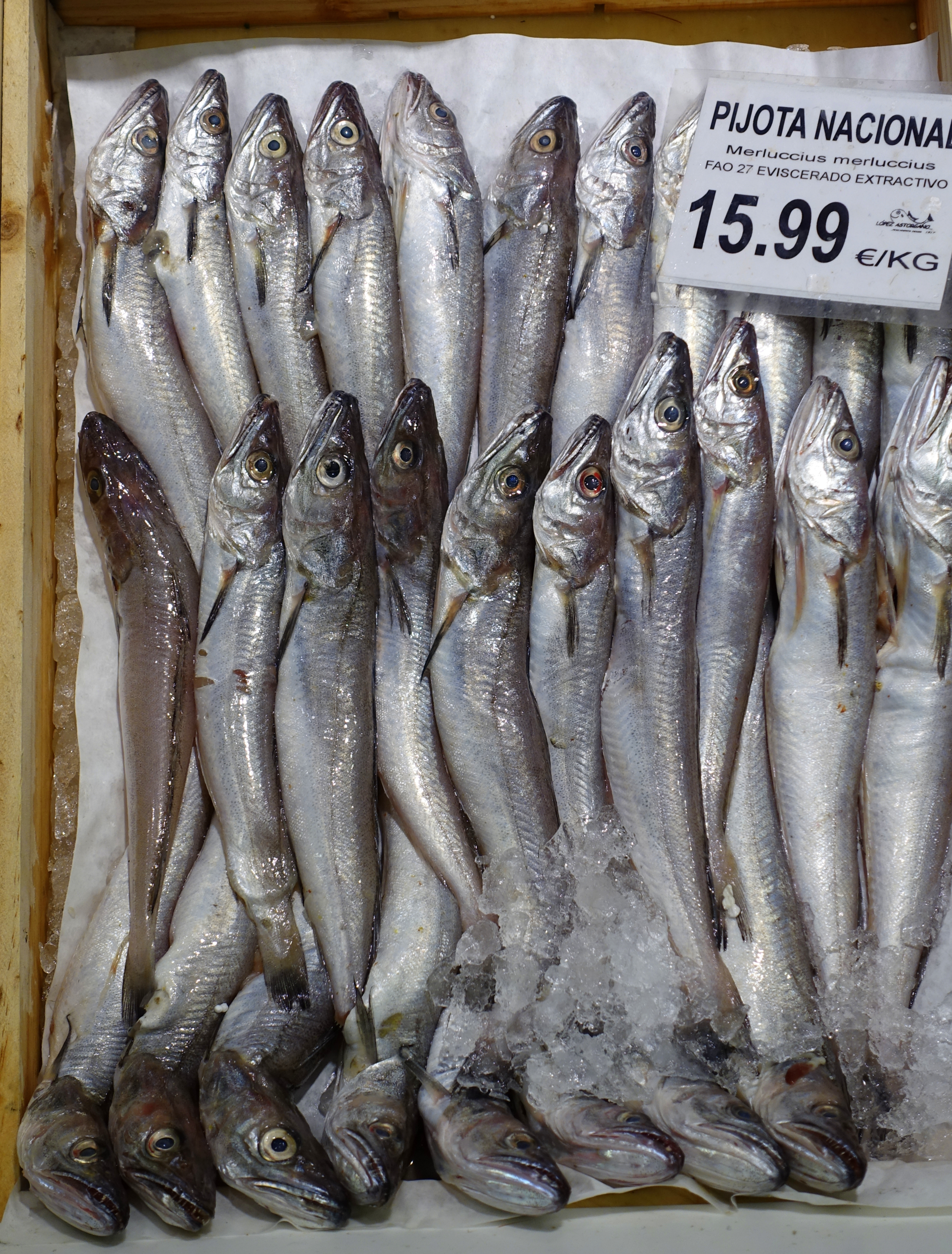
Hekkek még a fejükkel egyben egy madridi halpiacon
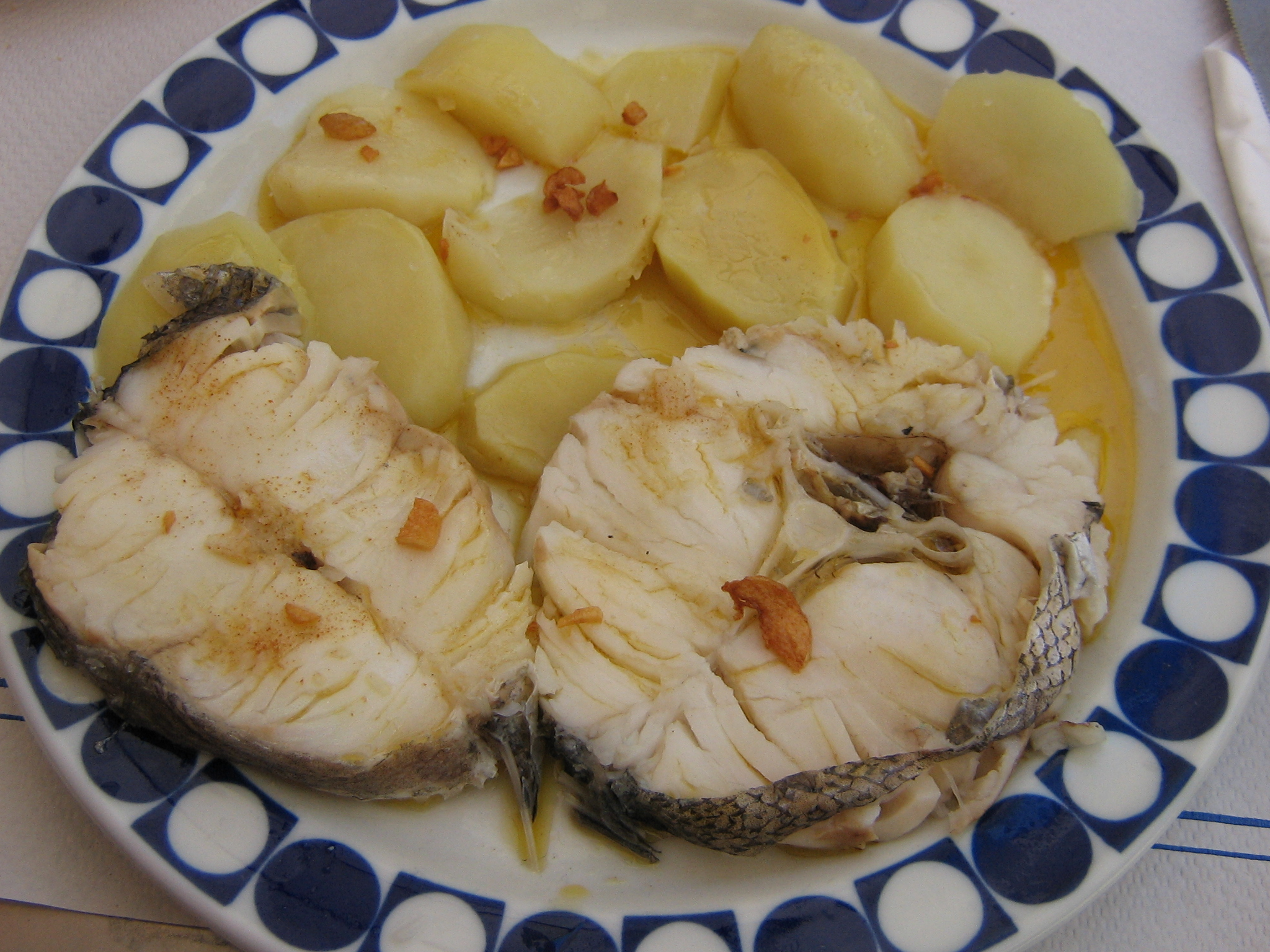
Merluza, spanyol étel hekkből